# The Way (아리아나 그란데의 노래)
〈The Way〉(더 웨이)는 아리아나 그란데의 노래이며, 맥 밀러가 피처링을 맡았다. 정규 데뷔 앨범 《Yours Truly》의 싱글이다. 빌보드 핫 100 9위를 한 곡이다.

## 곡 목록
- Digital download[1]

1. "The Way" (featuring Mac Miller) – 3:46
2. "The Way" (Spanglish Version featuring Mac Miller) – 3:46

- CD single[2]

1. "The Way" (featuring Mac Miller) – 3:48
2. "The Way" – 3:10